# Carga glucémica
La carga glucémica (CG) de un alimento es un parámetro que mide con qué velocidad aumenta el nivel de glucosa en sangre tras consumir ese alimento. Una unidad de carga glucémica corresponde aproximadamente a un gramo de glucosa. La carga glucémica no solo tiene en cuenta la cantidad de hidratos de carbono que hay en un alimento sino en qué medida cada uno de esos gramos eleva los niveles de glucosa en sangre. Para calcular la carga glucémica de un alimento hay que partir de su índice glucémico (IG): se multiplican los gramos de hidratos de carbono disponibles en ese alimento por su índice glucémico, y se divide entre 100.

## Desarrollo
El IG fue inventado en 1981 por el Dr. Thomas Wolever y el Dr. David Jenkins de la Universidad de Toronto. Se trata de una manera de medir la rapidez con la que un alimento que contiene 25 o 50 gramos de carbohidratos aumenta los niveles de glucosa en sangre. Como algunos alimentos contienen pocos carbohidratos, los investigadores de Harvard crearon la CG, que tiene en cuenta la cantidad de carbohidratos que hay en una ración de un alimento, por lo que la información que nos da es mucho más útil. Liu et al. fueron los primeros en demostrar que, según sus cálculos, la carga glucémica de un alimento en concreto —el resultado de la cantidad de carbohidratos que tiene ese alimento y su índice glucémico— tiene un impacto fisiológico directo ya que cada unidad puede interpretarse como el equivalente a 1 gramo de carbohidratos de pan blanco (o glucosa, dependiendo de la referencia que se use para determinar el índice glucémico). Inmediatamente se dedujo que esta forma de medir el impacto fisiológico de la carga glucémica permitiría a pacientes con diabetes contar la carga glucémica en lugar de los carbohidratos para controlar el efecto glucémico de los alimentos.
El concepto de carga glucémica ofrece una solución al problema de clasificar los alimentos en buenos o malos basándonos únicamente en su índice glucémico. Por ejemplo, a pesar de que el índice glucémico de la zanahora es 1,31 veces más alto que el del pan blanco, la carga glucémica de una ración normal de zanahorias es muy baja porque la cantidad de carbohidratos en una ración de zanahorias es muy baja (≈7 g de carbohidratos). De hecho, tendríamos que consumir unos 700 gramos de zanahorias (que nos proporcionan 50 gramos de carbohidratos) para producir un aumento de glucosa en sangre 1,31 veces mayor que 100 gramos de pan blanco, que también contiene 50 gramos de carbohidratos. Nota adicional: se trata de un error cometido en 1980. Las zanahorias no tienen un índice glucémico similar al del pan blanco. Su IG es 19 cuando están crudas y 47 (medio) cuando están cocidas.

## Descripción
A través de la carga glucémica podemos medir el efecto de consumir un carbohidrato, y para ello se tiene en cuenta el índice glucémico del alimento y la cantidad de carbohidratos que contiene una ración de este. La carga glucémica es por tanto una combinación del índice glucémico y de la cantidad de carbohidratos de un alimento. Por ejemplo, la sandía tiene un índice glucémico alto, pero una ración normal de sandía no contiene muchos carbohidratos, por lo que su carga glucémica es baja. Mientras que el índice glucémico es el mismo para cada tipo de alimento, la carga glucémica puede calcularse según el tamaño de la ración, y varía en función de si se trata de tan solo una porción, una comida completa o el menú de un día entero. 
Para calcular la carga glucémica de una ración de 100 gramos de cualquier alimento, necesitamos saber la cantidad de carbohidratos que tiene ese alimento en gramos (g), multiplicarlo por su IG, y a continuación dividirlo entre 100. Por ejemplo, el IG de la sandía es 72. Una ración de 100 g de sandía tiene 5 g de carbohidratos disponibles (tiene mucha agua). Su cálculo sería (5 × 72) / 100 = 3.6, por lo que la carga glucémica de la sandía es 4. Un alimento con un IG de 90 y con 8 g de hidratos de carbono disponibles tiene una CG de 7.2 (8 × 90 / 100 = 7.2), mientras que un alimento con un IG de tan solo 6 y con 120 g de carbohidratos también tiene una CG de 7.2 (120 × 6 / 100 = 7.2).
Se considera que un alimento o una ración de este tiene una carga glucémica alta si es mayor de 20. Una CG de entre 11 y 19 se considera media, y una CG menor de 10 es baja. Los alimentos con una CG baja en una ración normal casi siempre tienen un IG bajo. Los alimentos con una CG clasificada como media o alta en una ración normal pueden tener un IG desde muy bajo hasta muy alto. 
Un estudio de 2007 puso en duda si se debería usar la CG en programas de pérdida de peso. Das et al. llevaron a cabo un estudio con 36 adultos sanos con sobrepeso y utilizaron pruebas aleatorias para medir la eficacia de dos dietas diferentes; una con una CG alta y otra con una CG baja. Según el estudio, no se hallaron diferencias significativas entre los resultados de ambas dietas.
La carga glucémica parece ser un factor importante en programas dietéticos diseñados para mejorar el síndrome metabólico, la resistencia a la insulina y la pérdida de peso. Estudios han demostrado que el aumento prolongado de los niveles de glucosa en sangre y de insulina eleva el riesgo de sufrir diabetes. El estudio Salud de mujeres de Shanghái (Shanghai Women´s Health Study) llegó a la conclusión de que las mujeres cuyas dietas eran más altas en índice glucémico tenían un 21 % más de probabilidad de desarrollar diabetes tipo 2 que las mujeres cuyas dietas tenían un índice glucémico más bajo. El estudio Salud de Mujeres de raza negra (Black Women´s Health Study) reveló resultados muy similares. Los programas dietéticos donde se controla la carga glucémica tienen como objetivo evitar los picos de glucosa en sangre y pueden ayudar a evitar la aparición de diabetes tipo 2. Para las personas que sufren de diabetes, se recomienda encarecidamente que utilicen la carga glucémica como herramienta para controlar los niveles de glucosa en sangre. 
Toda la información sobre el IG y la CG que hay en este artículo proviene de la base de datos de IG de la Universidad de Sídney (Unidad de nutrición humana).

## Listado de alimentos y su carga glucémica por ración (100 g)
Todos los valores numéricos proporcionados en esta tabla son aproximados. Tenga en cuenta que 100 gramos no tiene por qué representar una ración normal. Por ejemplo, una ración normal de arroz suele ser de 150 a 200 g, por lo que la carga glucémica es más alta; y un plátano suele pesar más de 100 gramos. Por lo tanto, otras tablas de referencia que aportan información sobre carga glucémica basada en una ración normal mostrarán valores diferentes. 
| Alimento                                     | Índice glucémico                | Carbohidratos (g) | Carga glucémica (por ración de 100 g) | Índice de insulina         |
| -------------------------------------------- | ------------------------------- | ----------------- | ------------------------------------- | -------------------------- |
| Baguette, blanca                             | 95 (alto)                       | 50                | 48                                    | —                          |
| Plátano(media de 10 estudios)                | 52 (bajo) – 55 ± 7 (bajo-medio) | 20                | 10 – 11 ± 1                           | 57 ± 4                     |
| Repollo                                      | 10 (bajo)                       | 5,9               | <1                                    | —                          |
| Zanahoria (media de 4 estudios)              | 47 (bajo)                       | 8                 | <4                                    | —                          |
| Tortilla de maíz                             | 52 (bajo)                       | 48                | 25                                    | —                          |
| Patata (media de 5 estudios)                 | 50 (bajo) – 99 ± 25 (alto)      | 19                | 9 – 18 ± 5                            | 85 ± 8                     |
| Arroz, blanco, cocido (media de 12 estudios) | 64 - 93                         | 25                | 16 - 23                               | 40 ± 10 – 55 ± 8 – 67 ± 15 |
| Sandía                                       | 72 (alto)                       | 5                 | <4                                    | —                          |